# Tägerig
Tägerig (toponimo tedesco) è un comune svizzero di 1 517 abitanti del Canton Argovia, nel distretto di Bremgarten.

## Monumenti e luoghi d'interesse

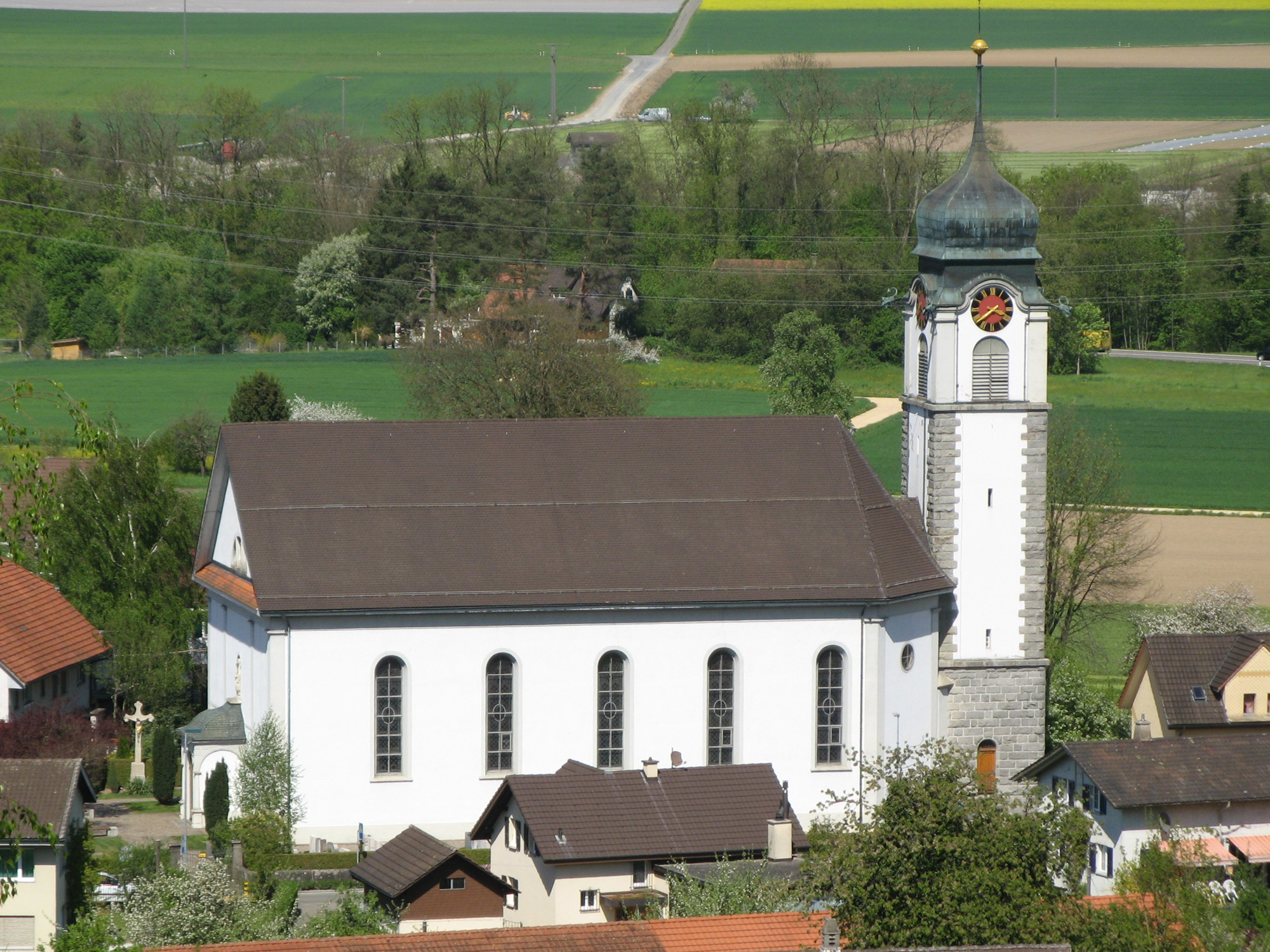
La chiesa cattolica di San Wendelino

- Chiesa cattolica di San Wendelino, attestata dal 1669 e ricostruita nel 1846[1].

## Società

### Evoluzione demografica
L'evoluzione demografica è riportata nella seguente tabella:
Abitanti censiti

## Amministrazione
Ogni famiglia originaria del luogo fa parte del cosiddetto comune patriziale e ha la responsabilità della manutenzione di ogni bene ricadente all'interno dei confini del comune.